# Stenocercus santander
Stenocercus santander — вид ігуаноподібних ящірок родини Tropiduridae. Ендемік Колумбії.

## Поширення і екологія
Stenocercus santander мешкають в горах Східного хребта Колумбійських Анд, в департаментах Сантандер і Бояка. Вони живуть у вологих гірських тропічних лісах, трапляються на полях. Зустрічаються на висоті від 1189 до 2900 м над рівнем моря.